# Best Life
Best Life è un brano della rapper statunitense Cardi B, sesta traccia del suo primo album in studio Invasion of Privacy.

## Descrizione
Una canzone influenzata dal gospel, il testo di Best Life include tematiche come il pensare positivo, le emozioni vissute dai giovani adulti e il glamour dell’estrema ricchezza. Come descritto da un editore del The Guardian, il ritmo rilassato della canzone "invita all'autoriflessione", mentre Cardi rappa sul suo trionfo contro l’avversità. In uno dei suoi versi, fa riferimento alla raccolta di poesie di Tupac del 1999 The Rose That Grew from Concrete. Il brano è stato prodotto da Boi-1da e da Allen Ritter.

## Esibizioni dal vivo
I due rapper si sono esibiti con la canzone al Coachella Music Festival del 2018.

## Classifiche
| Classifica (2018) | Posizione massima |
| ----------------- | ----------------- |
| Canada            | 66                |
| Stati Uniti       | 39                |